# Abedus immaculatus
Abedus immaculatus är en insektsart som först beskrevs av Thomas Say 1832.  Abedus immaculatus ingår i släktet Abedus och familjen Belostomatidae. Inga underarter finns listade i Catalogue of Life.